# Linea Midōsuji
La linea Midōsuji (御堂筋線?, Midōsuji-sen), anche chiamata linea 1 o linea M, è una delle linee della metropolitana di Osaka nella città di Osaka in Giappone. Si tratta della più antica linea della città, e la seconda in Giappone dopo la linea Ginza della metropolitana di Tokyo. La linea prende il nome dall'omonimo viale Suji (御堂筋?, Midōsuji) lungo il quale è stata costruita, che attraversa il centro della città sull'asse nord-sud. È di proprietà e viene gestita dall'Ufficio municipale dei trasporti di Osaka, azienda della municipalità cittadina. La sezione fra le stazioni di Senri-chūō ed Esaka è di proprietà e viene gestita dall'azienda privata Ferrovia Kita-Ōsaka Kyūkō (北大阪急行電鉄?, Kita Ōsaka Kyūkō Dentetsu), ma i servizi vengono operati senza cambio di treno. La maggior parte della linea si trova in sotterraneo, a nord della stazione di Nakatsu emerge in superficie e subito imbocca un lungo viadotto sopraelevato che va oltre il capolinea nord di Esaka e continua nella Ferrovia Kita-Ōsaka Kyūkō.

## Storia
La linea Midōsuji è stata la prima linea ad essere realizzata a Osaka, e la prima metropolitana costruita da un'azienda pubblica del paese. Fu un'occasione per dare lavoro ai numerosi disoccupati di Osaka nei primi anni trenta del XIX secolo. Il tunnel iniziale fra Umeda e Shinsaibashi, scavato per intero con metodi manuali, aprì nel 1933, dopo aver avuto anche diversi problemi per infiltrazioni causate dalla natura paludosa del terreno nella zona nord della città e dalle carenti tecnologie dell'epoca. I primi vagoni vennero calati nella sede sotterranea usando forza umana e animali.
Inizialmente il servizio venne svolto con carrozze singole, anche se le stazioni erano state pensate per ospitare treni composti da otto carrozze. La linea fu gradualmente estesa nei decenni successivi, arrivando all'attuale lunghezza nel 1987, rendendola la seconda linea più lunga di Osaka dopo la linea Tanimachi (se si esclude la ferrovia Kita-Ōsaka Kyūkō ).
A dicembre 2011 sono entrati in servizio i primi treni della serie 30000.

## Fermate
| Codice | Stazione                           | Giapponese | Distanza intermedia | Distanza totale | Collegamenti | Posizione     | Posizione     |
| ------ | ---------------------------------- | ---------- | ------------------- | --------------- | --- | ------------- | ------------- |
| M11    | Esaka                              | 江坂       | -                   | 0.0             | ■ Ferrovia Kita-Ōsaka Kyūkō (i treni continuano su questa linea fino a Senri-chūō) | Suita         | Suita         |
| M12    | Higashi-Mikuni                     | 東三国     | 2.0                 | 2.0             | | Osaka         | Yodogawa-ku   |
| M13    | Shin-Ōsaka                         | 新大阪     | 0.9                 | 2.9             | ■ Tōkaidō Shinkansen ■ Sanyō Shinkansen ■ Linea principale Tōkaidō (Linea JR Kyōto) | Osaka         | Yodogawa-ku   |
| M14    | Nishi-Nakajima Minamigata          | 西中島南方 | 0.7                 | 3.6             | ■ Linea Hankyū Kyōto (presso Minamikata) | Osaka         | Yodogawa-ku   |
| M15    | Nakatsu                            | 中津       | 1.8                 | 5.4             | | Osaka         | Kita-ku       |
| M16    | Umeda                              | 梅田       | 1.0                 | 6.4             | Linea Tanimachi (Higashi-Umeda) Linea Yotsubashi (Nishi-Umeda) ■ Linea Hanshin ■ Linea Hankyū Kōbe ■ Linea Hankyū Takarazuka ■ Linea Hankyū Kyōto ■ Linea principale Tōkaidō (linee JR Kyōto, JR Kōbe e JR Takarazuka) (presso la stazione di Ōsaka) ■ Linea JR Tōzai (presso la stazione di Kitashinchi) | Osaka         | Kita-ku       |
| M17    | Yodoyabashi （Municipio di Osaka） | 淀屋橋     | 1.3                 | 7.7             | ■ Linea principale Keihan ■ Linea Keihan Nakanoshima (stazione di Ōebashi) | Osaka         | Chūō-ku       |
| M18    | Hommachi                           | 本町       | 0.9                 | 8.6             | Linea Yotsubashi Linea Chūō | Osaka         | Chūō-ku       |
| M19    | Shinsaibashi                       | 心斎橋     | 1.0                 | 9.6             | Linea Nagahori Tsurumi-ryokuchi Linea Yotsubashi (stazione di Yotsubashi) | Osaka         | Chūō-ku       |
| M20    | Namba                              | 難波       | 0.9                 | 10.5            | Linea Yotsubashi Linea Sennichimae Linea principale Nankai Linea Nankai Kōya Linea Kintetsu Namba (stazione di Ōsaka Namba) ■ Linea Hanshin Namba (stazione di Ōsaka Namba) Linea principale Kansai (Linea Yamatoji) alla stazione di Namba JR                                                            | Osaka         | Chūō-ku       |
| M21    | Daikokuchō                         | 大国町     | 1.2                 | 11.7            | Linea Yotsubashi | Osaka         | Naniwa-ku     |
| M22    | Dōbutsuen-mae （Shinsekai）        | 動物園前   | 1.2                 | 12.9            | Linea Sakaisuji ■ Linea Circolare di Ōsaka Linea principale Kansai (alla stazione di Shin-Imamiya) Linea principale Nankai Linea Nankai Kōya (alla stazione di Shin-Imamiya) ■ Linea Hankai (fermata stazione di Minami-Kasumichō)                                                                        | Osaka         | Nishijō-ku    |
| M23    | Tennōji                            | 天王寺     | 1.0                 | 13.9            | Linea Tanimachi ■ Linea Circolare di Ōsaka ■ Linea principale Kansai ■ Linea Hanwa Linea Minami-Osaka (alla stazione di Ōsaka Abenobashi ■ Linea Hankai Uemachi (fermata Tennōji-ekimae) | Osaka         | Abeno-ku      |
| M24    | Shōwa-chō                          | 昭和町     | 1.8                 | 15.7            | | Osaka         | Abeno-ku      |
| M25    | Nishitanabe                        | 西田辺     | 1.3                 | 17.0            | | Osaka         | Abeno-ku      |
| M26    | Nagai                              | 長居       | 1.3                 | 18.3            | ■ Linea Hanwa | Osaka         | Sumiyoshi-ku  |
| M27    | Abiko                              | 我孫子     | 1.2                 | 19.5            | | Osaka         | Sumiyoshi-ku  |
| M28    | Kita-Hanada                        | 北花田     | 1.9                 | 21.4            | | Sakai Kita-ku | Sakai Kita-ku |
| M29    | Shin-Kanaoka                       | 新金岡     | 1.6                 | 23.0            | | Sakai Kita-ku | Sakai Kita-ku |
| M30    | Nakamozu                           | 中百舌鳥   | 1.5                 | 24.5            | ■ Linea Semboku Linea Nankai Kōya | Sakai Kita-ku | Sakai Kita-ku |